# عزلة الكعب (ذمار)

تعديل مصدري - تعديل

عزلة الكعب هي إحدى عزل مديرية ضوران انس في محافظة ذمار اليمنية ويبلغ تعداد سكانها 2369 نسمة حسب التعداد السكاني في اليمن لعام 2004.

## روابط خارجية
- الجهاز المركزي للإحصاء بالجمهورية اليمنية
- المركز الوطني للمعلومات باليمن
- World Gazetteer:Yemen
- الدليل الشامل